# Oma (Nenecia)
Oma (in russo Ома?) è un villaggio che appartiene al Zapoljarnyj rajon del Circondario autonomo dei Nenec, nella Russia europea del nord. 
Il villaggio si trova nella parte sud-occidentale della Nenecia sul fiume Oma, che sfocia nella Baia della Čëša.